# Сгарбариол (Тревизо)
Сгарбариол је насеље у Италији у округу Тревизо, региону Венето.
Према процени из 2011. у насељу је живело 58 становника. Насеље се налази на надморској висини од 8 м.